# Biminijska cesta
Biminijska cesta (eng. Bimini road), poznata i kao Biminijev zid, podvodna formacija stijena blizu otoka sjevernog Biminija na području Bahama. Sastoji se od pravilno poredanih pravokutnih kamenih blokova koji se prostiru oko 0,8 km u smjeru sjeveroistok-jugozapad. Budući da nalikuje na kamenu strukturu načinjenu ljudskim djelovanjem, nastale su brojne teorije kako se radi o potopljenoj cesti, zidu ili sličnoj umjetno nastalnoj građevini, no za takve tvrdnje nedostaju konkretni dokazi. Dio teorija povezuje tobožnju Biminijsku cestu s legendarnim izgubljenim kontinentom Atlantidom kojeg se smješta na tu lokaciju ili nedaleko od nje.
Područje je popularna turistička i sportska destinacija za ronioce i do nje se može doći isključivo brodom.

## Povijest pronalaska i istraživanja
Postoji priča kako je američki mistik i vidovnjak Edgar Cayce (1877.-1945.) predvidio 1938. godine pronalazak dijelova Atlantida na području Bahama koji će biti otkriveni krajem 1960-ih godina. Godine 1968. ronioci su naišli u plitkim vodama pokraj otočja Bimini na neobičnu ravnu formaciju kamenih blokova uz koju je išla još jedna istovjetna paralelna formacija. Prema drugoj priči, neobične podvodne strukture prvi je uočio pilot s visine nadletajući to područje. Nakon otkrića, mediji su stvorili senzaciju o otkriću legendarne Atlantide što je privukle brojne znatiželjnike, ali i znanstvenike i istraživače na tu lokaciju.
Geolozi su izvršili niz istraživanja na lokalitetu, ispitali su nalaze dobivene iz podvodnih kamenih blokova i zaključili kako se radi o prirodnoj geološkoj formaciji koja je nastala djelovanjem morskih mijena i erozije podvodnog tla, za što postoje primjeri širom svijeta.
Biminijska cesta nije jedina tajanstvena turistička atrakcija na području na tom području. Kraj obale otoka Kube otkrivene su također neobična geološke formacije za koje se tvrdi da su ostaci nekoć potopljenog grada te lokalitet nosi naziv Kubanska podvodna formacija.